# Emanuela Tilschová
Emanuela Tilschová (18. září 1904, Praha – 1974) byla česká překladatelka z angličtiny, okrajově i z italštiny. Část jejího překladatelského díla spadá do období před rokem 1945. Často překládala ve spolupráci se svým manželem Emanuelem Tilschem.

## Nejvýznamnější překlady
- Roark Bradford: Černošský Pán Bůh a páni Izraeliti; Starej zákon a proroci; společně s Emanuelem Tilschem doplnili o dvě kapitoly překlad Josefa Macha, 1957.
- Willa Catherová: Moje Antonie, 1966.
- James Oliver Curwood: Vlčák Kazan, společně s Emanuelem Tilschem, 1960.
- Merrill Denison: Mike Klondyk, 1947.
- Charles Dickens: Barnabáš Rudge, společně s Emanuelem Tilschem, 1986.
- Charles Dickens: David Copperfield, společně s Emanuelem Tilschem, 1955.
- Charles Dickens: Kronika Pickwickova klubu, společně s Emanuelem Tilschem, 1952.
- Charles Dickens: Nadějné vyhlídky, společně s Emanuelem Tilschem, 1960.
- Charles Dickens: Malá Dorritka, společně s Emanuelem Tilschem, 1954.
- Charles Dickens: Mikuláš Nickleby, společně s Emanuelem Tilschem, 1957.
- Charles Dickens: Vánoční koleda, společně s Emanuelem Tilschem, 1958.
- Theodore Dreiser: Finančník, společně s Emanuelem Tilschem, 1961.
- Gerald Durrell: O mé rodině a jiné zvířeně, 1968.
- George Eliot: Silas Marner, společně s Emanuelem Tilschem, 1955.
- Lion Feuchtwanger: Goya, čili, Trpká cesta poznání, společně s Emanuelem Tilschem, 1955.
- Kenneth Roberts: Cesta na severozápad, 1940.
- Kenneth Roberts: Oliver Wiswell, 1947.
- Walter Scott: Rob Roy, společně s Emanuelem Tilschem, 1959.
- Upton Sinclair: Džungle, společně s Emanuelem Tilschem, 1959.
- Alan Sillitoe: Klíč ke dveřím, společně s Emanuelem Tilschem, 1965.
- Armstrong Sperry: Odvaha, 1966.
- John Steinbeck: Neznámému bohu, společně s Emanuelem Tilschem, 1970.
- Harriet Beecher Stoweová: Chaloupka strýčka Toma, společně s Emanuelem Tilschem, 1957.
- Herbert George Wells: Neviditelný, společně s Emanuelem Tilschem, 1957.
- Ethel Lina White: Panoptikum, 1940.